# Referendo constitucional no Burundi em 1992
Burundi realizou um referendo constitucional em 9 de Março de 1992. 

## Principais pontos da nova Constituição
- sistema presidencial de governo
- Renováveis cinco anos de mandato presidencial
- Introdução de representação proporcional
- Liberdade de imprensa
- Garantias de direitos humanos
- Agrupamentos políticos procuram o reconhecimento legal e são obrigados a cumprir determinados requisitos, incluindo a aceitação da  Carta de Unidade Nacional

### Resultados
| Result                             | Votes     | %      |
| ---------------------------------- | --------- | ------ |
| Votes Sim                          | 2,003,411 | 90.42  |
| Votos Não                          | 212,285   | 9.58   |
| Total (afluência: 97.0%)           | 2,215,696 | 100.00 |
| Votos inválidoo                    | 2,753     |        |
| Total votes                        | 2,218,449 |        |
| Eleitores registrados              | 2,287,554 |        |
| Source: African Elections Database |           |        |

A nova constituição foi promulgada em 13 de março de 1992.

## Eleições
As primeiras eleições realizadas sob a nova constituição teve lugar em 1 de junho (Presidente) e 29 de junho de 1993 (Legislativo).